# Marila magnifica
Marila magnifica är en tvåhjärtbladig växtart som beskrevs av Jean Jules Linden och Planch.. Marila magnifica ingår i släktet Marila och familjen Calophyllaceae. Inga underarter finns listade i Catalogue of Life.